# Вулиця Міжгірна
Вулиця Міжгірна — вулиця у Личаківському районі міста Львів, місцевість Великі Кривчиці. Починається з глибини району малоповерхової забудови між вулицею Кривчицька дорога та залізницею, паралельно до вулиці Грушевої, завершується глухим кутом біля заводу «Мікроприлад».
Прилучається вулиця Низова.

## Історія та забудова
Вулиця виникла у складі села Кривчиці, у 1933 році отримала назву На Вертепах. У 1938 році перейменована на честь Станіслава Жебурського, польського гімназиста, учасника битви за Львів (з числа Львівських орлят). Сучасна назва — з 1950 року.
Забудована двоповерховими конструктивістськими будинками 1930-х років та сучасними приватними садибами.